# Зубов, Николай Николаевич (контр-адмирал)
Никола́й Никола́евич Зу́бов (11 [23] мая 1885, местечко Липканы, Хотинский уезд, Бессарабская губерния — 11 ноября 1960, Москва) — русский и советский морской офицер, инженер-контр-адмирал, океанолог, полярный исследователь, доктор географических наук, профессор, Заслуженный деятель науки и техники РСФСР.

## Биография
Родился в офицерской семье. Его отец — штабс-ротмистр Астраханского драгунского полка Николай Тимофеевич Зубов, профессиональный военный, кавалерийский офицер, отличившийся в сражениях Русско-Турецкой войны 1877—1878 гг., принадлежал к разряду так называемого «служилого», то есть жившего только на своё жалование, офицерства, впоследствии дослужился до генерал-майора. Мать — Людмила Эрастовна, дочь подполковника 21-й Скулянской бригады пограничной стражи Эраста Алексеевича Берга, занималась воспитанием детей (у Н. Н. Зубова было девять братьев и сестер).

### Образование
Начальное образование Николай Зубов получил в Санкт-Петербурге: учился в 7-й Санкт-Петербургской гимназии и 1-м кадетском корпусе. В 1901 году его имя появилось в списках воспитанников Морского кадетского корпуса. Это было уникальное военно-морское училище, колыбель строевых офицерских кадров Российского Императорского флота. Практически все прославленные российские флотоводцы, адмиралы, кругосветные мореплаватели, командиры кораблей были выпускниками Морского корпуса. Личное дело каждого офицера времён Российской империи от кадетских лет на протяжении всей службы сопровождал любопытный документ, носивший название Аттестационной тетради. Её начинали заполнять, как только мальчик становился кадетом. В тетради регистрировались все успехи и провинности воспитанника, каждый год туда записывалась пространная неформальная характеристика. Из характеристики кадета Н. Зубова за 1895/96 учебный год (кадету 11 лет):

…Выдающихся способностей, с отличной памятью, добрый, сердечный, ласковый, с хорошей силой воли. Правдив и откровенен. Очень живой и впечатлительный. К старшим относится приветливо и почтительно. С товарищами живёт дружно и влияет на них в хорошую сторону. Сильно привязан к матери. К требованиям заведения относится серьёзно и сознательно: исполнителен, опрятен и любит порядок. Много читает и прекрасно владеет речью— Кан С. И. Николай Николаевич Зубов. — 1981.
Из выпускной характеристики:

Твёрдого характера и сильной воли. Легко подчиняет своему влиянию товарищей. Чрезвычайно правдивый и разумно откровенный. Добрый и услужливый, но с сохранением своего достоинства. Товарищ в лучшем смысле слова. С прекрасными способностями и достаточно трудолюбив— Деев М. Г., Шумилов А. В. Н. Н. Зубов. — 1989.
Став гардемарином Морского корпуса, Николай, как и все его однокашники, мечтал о золотых мичманских погонах на чёрном щёгольском мундире морского офицера, а пока занятия сменялись практическими плаваниями на судах учебной эскадры, за которыми следовали короткие отпуска. И снова лекции, контрольные работы, экзамены.
В неполных девятнадцать Николай Зубов стал мичманом. Выпуск был досрочным, началась Русско-японская война.

### Участие вРусско-японской войне
Был назначен вахтенным офицером на достраивающийся эскадренный броненосец «Орёл». В июне 1904 года по собственному желанию был переведён вахтенным офицером на миноносец «Блестящий».
Об этом времени в автобиографическом «Жизнеописании» — три строчки: «В 1904 году окончил Морской корпус и был назначен в эскадру Рожественского. В чине мичмана на миноносце „Блестящий“ участвовал в Цусимском бою. Был ранен, долго лечился». Ранен в ногу тем же снарядом, который убил командира миноносца капитана 2-го ранга А. С. Шамова, а также получил раны в предплечье и в голову. Получивший в бою тяжёлые повреждения миноносец «Блестящий» был оставлен командой и затонул, а его экипаж на однотипном миноносце «Бодрый» доставлен в Шанхай, где мичмана Зубова поместили в госпиталь. После выздоровления Н. Зубов на госпитальном судне «Орёл» в ноябре 1905 года возвратился в Россию.
Н. Зубов был награждён орденами — Св. Станислава 3-й степени с мечами и бантом, Св. Анны 4-й степени с надписью «За храбрость». Оставшийся цусимский осколок 55 лет напоминал о боевом крещении. Последствия ранения и контузии сказывались долго. Восемь лет спустя участились головные боли, и старший лейтенант Зубов подал рапорт об отставке.

### 1910—1916 года
В 1910 году — окончил Гидрографическое отделение Морской академии. В 1912 году — в качестве старшего офицера посыльного судна «Бакан» произвёл мензульную съёмку губы Митюшиха на западном побережье Новой Земли, а также нижнего течения и устья реки Пёша в Чёшской губе. В 1913 году — подал в отставку по болезни. В 1914 году — стажировался в Бергене на международных океанографических курсах при Институте геофизики. Гражданская жизнь оказалась недолгой — началась Первая мировая война.
В октябре 1914 года Н. Зубов вернулся на службу. Он — командир эскадренного миноносца «Послушный», кажется, самый молодой командир корабля в русском флоте. В апреле 1915 года его перевели на должность флагманского штурманского офицера в штабе начальника дивизии подводных лодок Балтийского моря, а в июле 1916 — на такую же должность в штабе командующего Балтийского флота.
В октябре 1915 года подводная лодка «Кайман», на которой тогда находился старший лейтенант Зубов, захватила германский пароход и привела его в Або. За участие в этой операции Н. Зубов представлен к ордену Св. Анны 3-й степени с мечами и бантом.
В декабре 1915 года Н. Зубов произведён в капитаны 2-го ранга.
Все эти годы Николай Николаевич пишет и публикует статьи по военно-морскому искусству, главное внимание в которых уделёно вопросам маневрирования в бою. Одновременно Н. Н. Зубов читал курс «Тактической навигации» в штурманских классах Военно-Морской академии. В 1916 году он выпустил «Курс тактической навигации» — первый учебник о маневрировании в бою. Н. Н. Зубова справедливо считают одним из основоположников этого отдела военно-морского искусства.
Записи в сохранившихся послужных списках капитана 2-го ранга Н. Н. Зубова обрываются 1 ноября 1916 года, когда была внесена последняя: «…Эскадренный миноносец „Мощный“ 29 сентября с/г на законном основании принял и в командование вступил».

### Гражданская война и аресты
Трагические события революции и Гражданской войны в России надолго отстранили Н. Н. Зубова от морских дел. В 1918 году он оказался в Сибири, где служил в армии КОМУЧа командиром двух бронепоездов 26-го Шадринского полка горных стрелков. Затем продолжил службу у адмирала Колчака в чине подполковника и был командиром отдельного броневого железнодорожного дивизиона в 3-м Уральском армейском корпусе. По его словам, был командиром запасного батальона и в боях не участвовал. В ноября 1919 года сдался в плен.
С 1920 года служил начальником учебного отдела в Штабе Морских сил РККА. В 1921 году переведён в Плавучий морской научный институт (Плавморин). В 1924 году Н. Н. Зубов был сослан в город Чердынь на Северном Урале, работал там счетоводом и бухгалтером, возвратился лишь через четыре года. По возвращении вновь работал в Плавморине.
В 1930 году он арестовывался по делу «Промпартии» и около года провёл в переполненной камере Бутырской тюрьмы в Москве. К счастью всё обошлось без трагических последствий, но испытанное тогда потрясение преследовало его до конца дней.

## Н. Н. Зубов и советская океанология
В 1914 году на стажировке при Институте геофизики в Бергене курсами руководил Хелланн-Хансен, а среди лекторов выступали Нансен и Бьёркнес — люди, которые справедливо считаются основоположниками физической океанографии. Поэтому не удивительно, что Н. Н. Зубов оказался в числе первых сотрудников Плавучего морского научного института — Плавморнина — первого океанологического учреждения в Советской России. Директором Плавморнина стал гидробиолог профессор Иван Илларионович Месяцев, а начальником гидрологического отдела — Н. Н. Зубов.
Обстановка, в которой приходилось работать в те годы, требовала большого энтузиазма, увлечённости, самоотдачи, веры в успех. Именно эти качества позволили достроить и оборудовать первое советское научно-исследовательское судно «Персей», вывести его в море и начать серьёзные научные исследования.
Любопытно, что четверть сборника «Песни „Персея“» составляют стихи Николая Николаевича Зубова. Он писал легко, быстро. Строки у него рождались почти экспромтом и никого не оставляли равнодушным, потому что были злободневны. Кажется, что автор имел тайный умысел, — его стихи неизменно будоражили экспедицию. В них, однако, никогда не было жёлчи, только лёгкая ирония.
Первый рейс на «Персее» окончательно определил жизненный путь Н. Н. Зубова, он стал исследователем моря. В 1924 году была опубликована его первая статья по океанологии, а за следующие девять лет — более тридцати работ. В их числе «Батиметрическая карта Баренцева, Карского и Белого морей», «К вопросу о происхождении промежуточного холодного слоя в полярных водах», «К вопросу о вентиляции придонных вод моря». Особенно большой вклад был сделан в области изучения морских арктических льдов, представлявших основное препятствие для плавания Северным морским путём.
В 1930 году на базе геофизического отделения физико-математического факультета МГУ был организован Московский гидрометеорологический институт|, в котором Зубов, ставший сотрудником с первых дней, создал в 1932 году кафедру океанологии для подготовки специалистов-мореведов высшей квалификации и руководил ею до осени 1941 года.
В 1931 году Н. Н. Зубов назначен учёным секретарем Советского национального комитета по проведению Второго Международного полярного года (МПГ). Именно Н. Н. Зубов настоял на включении в программу МПГ обширного цикла океанологических работ в полярных водах.
В 1932 году Н. Н. Зубов на маленьком парусно-моторном боте «Николай Книпович» впервые в истории арктического мореплавания обогнул с севера архипелаг Земля Франца-Иосифа. Этот отчаянно смелый ледовый рейс на деревянной скорлупке Николай Николаевич блестяще осуществил, опираясь на собственный благоприятный прогноз ледовой обстановки, подтвердившийся полностью. Результаты были получены интереснейшие, так как океанологические работы проводились в районе, где до этого не работало ни одно исследовательское судно. В этом плавании была исправлена ошибка Нансена, который в 1895 году нанёс на карту острова Ева и Лив, названные им в честь жены и дочери. Оказалось, что они представляют один остров с низменным перешейком в центральной части, и Н. Н. Зубов, всегда относившийся к Нансену с неизменной почтительностью, сохранил за ним имя Ева-Лив.
В 1935 году Н. Н. Зубов был научным руководителем высокоширотной экспедиции на ледокольном пароходе ледоколе «Садко» (начальник экспедиции — Г. А. Ушаков). В этом рейсе «Садко» достиг рекордной широты в свободном плавании: 82°41,6 с. ш. на 87-м восточном меридиане. «До нас, — писал Зубов, — в центральной части Полярного бассейна работал только Нансен на „Фраме“, но у него не было таких средств для исследования, какие были у нас. В результате мы получили единственные в мире коллекции морских организмов, донных отложений и образцов воды». Для своего времени результаты экспедиции на «Садко» были выдающимися. Впервые удалось выйти за пределы материкового шельфа и выполнить комплексную океанологическую станцию в глубоководной части Арктического бассейна. Были открыты острова Неприметные и остров Ушакова. За эту экспедицию профессор Н. Н. Зубов был награждён легковым автомобилем (личные машины в то время были исключительной редкостью).
В 1932 году Н. Н. Зубов опубликовал статью «Гидрологические работы Морского научного института в юго-западной части Баренцева моря летом 1928 года на э/с „Персей“». Эта небольшая брошюра (83 страницы с рисунками и картами) стала одной из первых крупных отечественных работ по физической океанологии. В ней получено несколько важнейших результатов, каждый из которых был достоин диссертации докторского ранга.
Н. Н. Зубов настоятельно вводил в обращение новый, более современный термин «океанология». (В то время науку о море называли «океанографией».) Отстаивая новое название науки, он хотел тем самым подчеркнуть внутреннюю сущность, скрытый механизм океанических процессов. «Логос» — понятие, учение.
В 1934 году он был включён в состав Межведомственного бюро ледовых прогнозов.
В 1937 году Н. Н. Зубов утверждён в учёной степени доктора географических наук без защиты диссертации, по совокупности научных трудов.
Весной 1939 года — произвёл ледовую авиаразведку в Карском море.
С началом Великой Отечественной войны при эвакуации института в Ленинабад отказался от неё и подал рапорт о возвращении его из запаса в действующий флот. Просьба была удовлетворена. Капитан 2-го ранга Н. Н. Зубов был назначен начальником штаба отряда ледокольной проводки Беломорской военной флотилии. Он прогнозировал сроки ледостава и вскрытия льда, руководил организацией ледовых переправ через Северную Двину, планировал работу ледоколов для проводки транспортных судов с военными грузами.
За зимнюю кампанию 1941—1942 годов Николай Николаевич был награждён орденом Отечественной войны I степени и медалью «За оборону Советского Заполярья», которой очень дорожил. Весной 1943 года Н. Н. Зубов, повышенный в звании до капитана 1-го ранга, был отозван в Москву и назначен помощником начальника Главного управления Северного морского пути (ГУСМП) по научной части.
В 1944 году Н. Н. Зубов назначен начальником Государственного Океанографического института. Новый руководитель начал свою деятельность с того, что добился выделения институту отдельного помещения в Кропоткинском переулке, дом № 6, где ГОИН, отметивший своё 70-летие, размещается до сих пор. Руководил им до 1948 года.
В мае победного 1945 года Н. Н. Зубову в связи с 60-летним юбилеем и 40-летием научной деятельности и военно-морской службы было присвоено звание инженер-контр-адмирала.
В 1948 году приглашён в Московский государственный университет на должность профессора кафедры гидрологии. Однако кафедры океанологии в Москве тогда не было, так как Гидрометеорологический институт после возвращения из эвакуации был переведён в Ленинград, где кафедра океанологии стала впоследствии океанологическим факультетом. Николай Николаевич стал хлопотать о выделении на базе кафедры гидрологии океанологической специализации. Первая программа подготовки географов-океанологов была составлена Н. Н. Зубовым совместно с профессором Е. В. Близняком.
В 1953 году естественные факультеты Московского университета переезжали в новые помещения на Воробьевых (Ленинских) горах. Тогда в структуру географического факультета была включена новая кафедра океанологии. Должность заведующего кафедрой была единодушно предложена профессору Н. Н. Зубову, но неожиданно для всех он от заведования отказался.
Последние годы жизни Н. Н. Зубов провёл в должности профессора кафедры океанологии географического факультета Московского университета. Он читал курсы лекций по динамической океанологии, морским приливам, морским льдам, морским течениям.
В 1960 году в связи с 75-летним юбилеем Н. Н. Зубову было присвоено почётное звание «Заслуженного деятеля науки и техники РСФСР».
Скончался 11 ноября 1960 года, похоронен на Новодевичьем кладбище в Москве.

## Память
- Океанографическое исследовательское судно «Николай Зубов» Гидрографической службы ВМФ, проект 850, Дважды Краснознаменный Балтийский флот;
- Научно-исследовательское судно «Профессор Зубов» Арктического и антарктического института Госкомгидромета;
- Мыс Зубова на архипелаге Новая Земля;
- Залив Николая Зубова в море Моусона (Антарктида, Земля Уилкса, 66°35′ ю. ш., 115°33′ в. д., залив открыт и нанесён на карту в 1958 году, название присвоено не позже 1965 года[7]);
- подводная гора Зубова в Тихом океане (открыта в 1962 году советскими океанографами)[8];
- Федеральное государственное учреждение «Государственный океанографический институт имени Н. Н. Зубова» (ФГУ «ГОИН»);
- В Музее землеведения МГУ (на 24 этаже Главного здания) установлен бюст Н. Н. Зубова[9].

## Награды
- Орден Святой Анны III степени с мечами и бантом — за участие в захвате германского парохода на п/л «Кайман» (1915)
- Орден Святой Анны IV степени с надписью «За храбрость»
- Орден Святого Станислава III степени с мечами и бантом
- Орден Отечественной войны I степени (02.12.1945)
- Медаль «В память русско-японской войны» (светлая бронза)[10]
- Медаль «За оборону Советского Заполярья»
- Медаль «За победу над Германией в Великой Отечественной войне 1941—1945 гг.»
- Заслуженный деятель науки и техники РСФСР (1960)

## Вклад в науку
- Одним из первых выдвинул и разработал проблему ледовых прогнозов в арктических морях.
- Заложил основы учения о вертикальной циркуляции вод и о происхождении холодного промежуточного слоя в море.
- Разработал способ вычисления уплотнения вод при их смешивании.
- Сформулировал закон дрейфа льдов по изобарам.
- Является одним из популяризаторов и историков науки. Этой теме посвящёны его работы об освоении Арктики[11], теории дрейфа материков Е. Быханова[12], русских мореплавателях[13] и пр.

## Сочинения
- Гидрологические работы Морского научного института в юго-западной части Баренцева моря летом 1928 г. на э/с «Персей», 1932
- Элементарное учение о приливах в море. М., 1933
- Динамический метод обработки океанологических наблюдений. Л. — М., 1935
- Морские воды и льды. М., 1938
- Основы устройства дорог на ледяном покрове. М., 1942
- Динамическая океанология. М., 1947
- Седовцы. М., 1940[11]
- Льды Арктики. М., 1945
- В центре Арктики. Очерки по истории исследования и физической географии Центральной Арктики. М., 1948[12]
- Отечественные мореплаватели — исследователи морей и океанов. М., 1954[13]
- Избранные труды по океанологии. М., 1955
- Основы учения о проливах Мирового океана. М., 1956
- Динамический метод вычисления элементов морских течений. Л., 1956 (совм. с О. И. Мамаевым)
- Океанологические таблицы. Л., 1957
- Вычисление уплотнения при смешении морских вод. Л., 1958 (совм. с К. Д. Сабининым).